# Daniël de Leeuw
Daniël Cornelis de Leeuw, né le 10 septembre 1747 à Utrecht et mort le 19 juin 1834 à La Haye, est un homme politique néerlandais, membre de la Régence d'État, l'organe exécutif de la République batave, de 1801 à 1805.

## Biographie
Daniël de Leeuw est issu d'une famille de régents d'Utrecht. Son père a été l'un des directeurs de la compagnie néerlandaise des Indes occidentales.
Après des études de droit à l'université d'Utrecht, il devient avocat en 1767. En 1776, il entre au vroedschap d'Utrecht et devient échevin à plusieurs reprises. Il participe activement à la révolution batave et est chassé de la municipalité en 1787, lorsque la révolution est matée.
En 1795, après la proclamation de la République batave, il retrouve sa place à la municipalité d'Utrecht. Patriote unitariste, il est élu député de Soestdijk à la première assemblée nationale batave en février 1796. Il siège au comité des Affaires intérieures et fait partie des sept députés composant la commission constitutionnelle rédactrice du premier projet de constitution, rejeté par référendum en août 1797. Il est réélu lors du renouvellement de l'assemblée à la suite du rejet mais il refuse de siéger. Le 31 juillet 1798, il est élu député d'Utrecht à la première chambre du Corps législatif.
Le 16 octobre 1801, il est nommé à Régence d'État et en reste membre jusqu'à sa dissolution le 29 avril 1805 et son remplacement par Rutger Jan Schimmelpenninck, devenu grand-pensionnaire de la République batave. Il siège à la section des Affaires intérieures.
En avril 1814, il siège au Conseil d'État extraordinaire.